# Attitude (ballet)
| |  |  |
| LINKS: Ballerina in een attitude. RECHTS: De Mercurius van Giambologna waarop de houding gebaseerd is. |  |  |

Een attitude is een houding van het lichaam in het ballet. Italiaans balletmeester Carlo Blasis introduceerde de houding in 1837 na het bestuderen van de Mercurius van Vlaams beeldhouwer Giambologna. De danser staat op één been (het steunende been) met het andere been (het werkende been) opgeheven en naar buiten gekeerd. Het werkende been is gebogen bij de knie in een hoek van ongeveer 90 graden en de voet wordt gestrekt in het verlengde van het onderbeen.
Volgens de methode van Italiaans balletmeester Enrico Cecchetti moet de knie van het werkende been hoger staan dan de voet. In de Russische techniek van Agrippina Vaganova bevindt de knie zich lager dan de voet. Het werkende been kan zich achter (derrière), voor (devant) of aan de zijkant van (à la seconde) het lichaam bevinden. De voet van het steunende been kan plat op de grond staan (à terre), op de bal staan (en demi-pointe) of op de tip (en pointe). De arm aan de zijde van het werkende been wordt meestal boven het hoofd gehouden (en haut).